# Hariëtte Mingoen
Hariëtte Karsinem Mingoen (Visserszorg, 6 juni 1954) is ontwikkelingssocioloog, onderzoeker, publicist, activist Javaans-Surinaamse geschiedenis en cultureel erfgoed.

## Biografie
Hariëtte Mingoen is dochter van Soejoed Hendrik Mingoen en Soekarijem Wongsodimedjo. Haar vader en moeder behoren tot de eerste generatie Javanen geboren in Suriname. Hariëtte volgde de lagere school en het uitgebreid lager onderwijs op Leliëndaal, alvorens zij in 1967 vwo onderwijs volgde op de Mr. Dr. J.C. de Miranda Lyceum in Paramaribo. Na het behalen van haar Atheneum-diploma (1973), vertrok zij naar Nederland. Zij studeerde niet-westerse sociologie aan de Universiteit van Leiden.
Hariëtte Mingoen is gehuwd met Soehirman Patmo. Ze hebben twee zoons.

### Loopbaan
Van 1981 – 1986 werd zij door het Ministerie van Buitenlandse Zaken als assistent-deskundige geplaatst bij de International Labour Organization (ILO) van de Verenigde Naties. Eerst op het regionaal kantoor voor Azië en de Stille Oceaan in Bangkok (1981-1983), vervolgens in een project met het Departement voor Coöperaties in Indonesië (1983-1985). Een derde plaatsing was op het ILO kantoor in Jakarta (1985-1986) als ‘Programme officer Women Workers Programme’. Hierna eindigde haar termijn als assistent-deskundige en keerde ze terug naar Nederland.
In Nederland deed ze in 1987 opdrachten voor Femconsult. In 1988 kwam zij in dienst van het Ministerie van Buitenlandse Zaken. Hier was ze werkzaam op verschillende dossiers, waaronder het assistent deskundigen programma, de bilaterale relaties met Aziatische landen (Filipijnen, Sri Lanka, Bangladesh), multilaterale betrekkingen (relaties met UNICEF, UNDP, Committee on the Rights of the Child (CRC) en de thema’s: vrouwen en ontwikkeling en kinderrechten.
In 2009 voegde zij zich bij haar echtgenoot, die in 2007 benoemd werd tot directeur van de NUFFIC - Netherlands Education Support Office (NESO) in Bangkok. In Thailand woonde zij tot augustus 2014. Van 2010 -2014 deed zij vrijwilligerswerk voor de Siam Care Foundation, een Thaise NGO die hulp verleent aan arme families, vooral aan (wees)kinderen, die lijden onder de gevolgen van HIV/Aids. Zij verving gedurende 10 maanden de directeur, die naar Afrika vertrok.
In 2012 trad zij vroegtijdig uit de dienst van het ministerie van Buitenlandse Zaken en richtte zij zich op consultancy werk. Zij evalueerde o.a. in opdracht van de ILO en internationale niet-gouvernementele organisaties projecten, onder meer in China (Support to promote and apply ILO Convention No. 111); Thailand, Laos, Cambodia en Indonesië (Managing cross-border movement of labour in Southeast Asia); Cambodia (Social protection and gender). 

### Bestuursfuncties
Van 1993 – 2009 was Mingoen voorzitter van stichting Rukun Budi Utama (RBU) in Den Haag. In deze periode was zij eveneens enkele jaren secretaris van het Platform Allochtone Ouderen en lid van de Raad van Toezicht van de Welzijnsorganisatie Schilderswijk, Den Haag.
In het bestuur van het Zeister Zendingsgenootschap was zij eerst vicevoorzitter (1999 – 2001) en vervolgens voorzitter (2001 – 2006).
In 2000 nam zij het voorzitterschap op zich van het Comité Herdenking Javaanse Immigratie, dat in 2003 een stichting werd. Mingoen is ook bestuurslid van stichting Javanen in diaspora Nederland (JID-NL).

### Sociaal-Maatschappelijke initiatieven

#### Ouderenwerk
Onder haar voorzitterschap van stichting Rukun Budi Utama werden twee woongemeenschappen voor Javaanse ouderen gerealiseerd. Intensieve gesprekken met de gemeente Den Haag resulteerden in de toewijzing van twee locaties waar de woningbouwcorporaties De Goede Woning en ‘s Gravenhage, de woongemeenschappen Bangun Trisno en Wisma Tunggal Karsa bouwden. In totaal 50 woningen. Mingoen tekende overeenkomsten met de zorgketens Florence en Om en Bij voor de dagbesteding van Javaanse ouderen. Als lid van de Werkgroep Surinaamse Ouderen organiseerde zij samen met Surinaamse welzijnswerkers activiteiten voor Surinaamse ouderen. Voor de Javaanse ouderen organiseerde RBU elk jaar een ouderendag ‘Riwayat Rama Ibu’. De contacten met de twee woongemeenschappen houden tot heden stand, waarbij Mingoen zich nog steeds inzet om de woongemeenschappen met raad en daad bij te staan. 

#### Kunst en cultuur
Mingoen organiseerde tijdens haar voorzitterschap van RBU de jaarlijkse ‘Putri Holland’. Jonge vrouwen en jonge mannen kregen de mogelijkheid om zich creatief te ontwikkelen in allerlei disciplines: theater, decor, choreografie, mode, muziek, dans, media. Het jaarlijks terugkerend festijn hield tot 2010 stand.
Met subsidiemiddelen van het programma Culturele Diversiteit van de gemeente Den Haag werden theatervoorstellingen en een kunstexpositie gerealiseerd: ‘Oost- en West-Indië in concert’ werd op 30 maart 2002 in het Lucent Danstheater uitgevoerd. In 2003 volgde ‘Stappen in het Arabisch Spoor’ in het Congresgebouw Den Haag. Deze theaterproducties brachten Surinaamse, Indische, Indonesische, Marokkaanse en Turkse diasporagroepen op een vernieuwende en artistieke manier bij elkaar. 
De kunstexpositie ‘Sporen in de Kunst. Beelden van traditie en vrijheid’, was te bezichtigen in de Pulchri Studio Den Haag, van 15 oktober – 6 november 2005. Negen Javaans-Surinaamse kunstenaars namen eraan deel: vier (Soeki Irodikromo, Reinier Asmoredjo, Ardie Setropawiro, August Bohé) uit Suriname en vier (Robert Bosari, René Tosari, Paul Irodikromo, Sato Atmopawiro) uit Nederland. Het publiek maakte met deze expositie kennis met de artistieke kracht van de Javanen in Suriname als in Nederland. 

#### Geschiedenis en cultureel erfgoed van de Javaans-Surinaamse gemeenschap in Nederland
Mingoen kan worden gerekend tot een sociaal-activist. Als voorzitter van Stichting Herdenking Javaanse Immigratie (STICHJI), zet zij zich in voor grotere zichtbaarheid, erkenning en het doorgeven van de veelal onbekende en onderbelichte migratiegeschiedenis en het cultureel erfgoed van Javaanse Surinamers die sinds de jaren 70 van de vorige eeuw deel uitmaken van de Nederlandse samenleving. In de brede discussie over het koloniaal verleden van Nederland komt de geschiedenis van de Javaanse contractarbeid nauwelijks aan bod, terwijl deze geschiedenis de verknoping belichaamt van het koloniaal verleden van Nederland in de Oost (voormalig Nederlands-Indië) en in de West (Suriname). 
In 2000 nam zij het initiatief om de herdenking van de geschiedenis van de Javaanse contractarbeid collectief aan te pakken. Vier Javaans-Surinaamse organisaties werkten hieraan mee en zo ontstond het Comité Herdenking Javaanse Immigratie. Mingoen werd voorzitter. In 2003 werd dit Comité een stichting: Stichting Comité Herdenking Javaanse Immigratie (STICHJI). De basis van samenwerkende organisaties werd verlaten in 2011 en sedertdien ging STICHJI verder als onafhankelijke stichting. 
Onder voorzitterschap van Mingoen onderneemt STICHJI projecten die tot doel hebben om in Nederland de kennis en bewustwording over de gedeelde geschiedenis en het cultureel erfgoed van de Javanen van Suriname te vergroten. Zo zijn de sporen van Javaanse-Surinamers in Noord-Brabant en Haaglanden onder het projectlabel ‘Javanen in de polder’ gedocumenteerd. Van het verzamelde materiaal, bestaande uit uitgewerkte verhalen, audiobestanden en beeldmateriaal, is een digitaal archief gevormd, dat is geschonken aan het Brabants Historisch Informatie Centrum op 26 september 2016 en het Haags Gemeentearchief, op 13 februari 2018. Een tentoonstelling getiteld ’Van nieuwkomer tot Hagenees – Javaanse Surinamers in beeld’ werd ter gelegenheid van deze overdracht samengesteld en in het Atrium van Stadhuis Den Haag. Deze was te bezichtigen van 13 februari – 26 maart 2018. Met het verzamelde materiaal zijn eveneens boeken geschreven, waaronder ‘Migratie en cultureel erfgoed. Verhalen van Javanen in Suriname, Indonesië en Nederland’. Dit boek is in 2010 in samenwerking met het Koninklijk Instituut voor Taal-, Land-, en Volkenkunde (KITLV) uitgekomen. In 2015 verscheen het boek ‘Saoto, berkat en dawet. Een kijkje in de keuken van Javaans-Surinaamse warungs’ (2015), waarin 20 Javaans-Surinaamse culinaire ondernemers zijn belicht. Presentaties vonden plaats in Suriname en Indonesië.
In 2017 nam zij als voorzitter STICHJI het initiatief om de Javaans-Surinaamse gemeenschap in Nederland te informeren over het UNESCO Verdrag ter bescherming van immaterieel erfgoed en over de mogelijkheden die de implementatie van het Verdrag in Nederland biedt om bijna verloren Surinaams-Javaans erfgoed te beschermen. Informatie- en consultatiebijeenkomsten in Rotterdam, Hoogezand, Amsterdam en Den Haag hebben geresulteerd in het gemeenschapsbesluit om de Surinaams-Javaanse gamelan voor te dragen voor bijschrijving in de Immaterieel Erfgoed Inventaris van Nederland. In haar rol als penvoerder voerde Mingoen hiervoor gesprekken met het Kenniscentrum voor Immaterieel Erfgoed Nederland (KIEN) en overtuigde zij zes gamelangroepen in Nederland om een Netwerk Surinaams-Javaanse Gamelan te vormen. Met dit Netwerk werd het proces succesvol afgerond. In december 2020 werd door KIEN bekend gemaakt dat de Surinaams-Javaanse gamelan op de inventaris komt. Door de covid-pandemie werd dit heugelijk feit officieel bekrachtigd in het Nederlands openluchtmuseum, Arnhem, op 10 oktober 2021. De Surinaams-Javaanse gamelan is een voorbeeld van gedeeld cultureel erfgoed dat zijn oorsprong heeft in Indonesië (Java), vervolgens de ontwikkeling van een variant in Suriname, die met de migratiestroom in de jaren 70 van de vorige eeuw in Nederland is terechtgekomen en nog steeds actief wordt beoefend.
Op andere manieren vraagt Mingoen aandacht en erkenning voor de Javaanse contractarbeid als gedeeld verleden van Nederland. Zo schreef zij in het Herdenkingsjaar Slavernijverleden (1 juli 2023 – 1 juli 2024) artikelen die gepubliceerd werden in het Parool, Caraïbisch Uitzicht, Hindorama en De Ware Tijd Suriname. Ook heeft zij als lid van het Collectief Contractarbeid met vertegenwoordigers van de Chinese en Hindostaanse gemeenschap, gesprekken gevoerd met Robbert Dijkgraaf, de minister van Onderwijs, Cultuur en Wetenschap tevens coördinerend minister voor het Herdenkingsjaar Slavernijverleden. Deze contacten hebben geleid tot de aanwezigheid van de minister bij de herdenking van 133 jaar Javaans-Surinaamse geschiedenis in de Koninklijke Schouwburg, Den Haag, op 13 augustus 2023. Het Collectief Contractarbeid heeft de steun gehad van het ministerie van OCW om de conferentie ‘Contractarbeid uit de schaduw’ te organiseren. Deze werd gehouden in de Kloosterkerk Den Haag op 29 mei 2024.
Tastbare sporen van deze gedeelde geschiedenis zijn te vinden in Sint-Michielsgestel in Noord-Brabant, waar Javaanse contractarbeiders zijn begraven. Met de gemeente Sint-Michielsgestel heeft Mingoen gesprekken gevoerd om de begraafplaats aan de Nieuwstraat te behouden. Daar zijn circa 75 contractarbeiders begraven, waarvan 51 graven nog zichtbaar zijn en 20 in zeer slechte staat verkeren.
Onder de penvoering van Mingoen vroeg STICHJI in het Herdenkingsjaar Slavernijverleden subsidie aan bij het Mondriaan Fonds. De subsidiemiddelen zijn aangewend voor fondsenwerving en met de publieksdonaties zijn de verwaarloosde graven gerehabiliteerd. Het door Sabine Ticheloven geschreven boek ‘Samen op Beekvliet- Javaanse Surinamers in Sint – Michielsgestel 1975 -2017', dat uitgebreid ingaat op de geschiedenis van de opvang van de Javanen, is mede door de subsidie mogelijk gemaakt, evenals het kunstwerk van de kunstenaars Robert Bosari en Wil vom Kothen voor een monument ter herinnering aan de Javaanse contractarbeid en de Javaanse contractarbeiders die hun levensreis in Nederland eindigden. Het monument op de begraafplaats in Sint-Michielsgestel is op 30 augustus 2025 officieel onthuld.

## Onderscheidingen
In 2000 ontving Mingoen uit handen van Jetta Klijnsma, voormalig wethouder Welzijn, Volksgezondheid en Emancipatie (1998 – 2006) een Stadsspeld van de gemeente Den Haag.
Tijdens het Internationaal Jaar voor Vrijwilligers, in 2001, ontving Mingoen van de heer Han van Leeuwen, toen burgemeester van Zoetermeer, de koninklijke onderscheiding, Lid in de Orde van Oranje Nassau.
In 2017 werd zij door de Surinaamse overheid onderscheiden tot Officier in de Orde van de Gele Ster. 

## Publicaties
- (Patmo-)Mingoen, H.K., (1978). The Javanese in Surinam: Changing patterns in a new world, Harian Sinar Indonesia Baru, Medan, Sabtu 16 september 1978.
- (Patmo-)Mingoen, H.K., (1990). De Javaans-Surinaamse keuken en haar betekenis in de volkscultuur, Oso, tijdschrift voor Surinaamse literatuur en letterkunde, Jaargang 9-nr. 2:56-72.

- Hariëtte Mingoen (1993). Javaanse ouderen in Nederland in: Ebbehout onder de Zeespiegel. Maatschappelijke integratie van Surinaamse ouderen in Nederland. Utrecht, Stichting Landelijke Federatie van Welzijnsorganisaties voor Surinamers.
- Hariëtte Mingoen (2002). De kracht van Cultuur. Cultuur als instrument voor ontwikkeling. Lezing voor de Vereniging Herdenking Javaanse Immigratie. Paramaribo, Negara Express nr. 17, november 2002.
- Hariëtte Mingoen (2006).Tragiek en traditie: namen en naamgeving bij de Javanen, Wi Rutu: Tijdschrift voor Surinaamse genealogie, 6.1:7-18.
- Yvette Kopijn en Hariëtte Mingoen (2008). Stille passanten; Levensverhalen van Surinaams-Javaanse ouderen in Nederland, Amsterdam: KIT Publishers.
- Hariëtte Mingoen (2011). Javanen in Frans Guyana. Een onbekend hoofdstuk uit de meervoudige Javaans-Surinaamse migratie geschiedenis. Wi Rutu, Stichting Surinaamse Genealogie, 10/2, december 2011
- Lisa Djasmadi, Rosemarijn Hoefte en Hariëtte Mingoen (2010): Migratie en cultureel erfgoed. Verhalen van Javanen in Suriname, Indonesië en Nederland. Leiden, Koninklijk Instituut voor Taal, Land en Volkenkunde Press.
- Lisa Djasmadi Lisa, Hariëtte Mingoen en Matte Soemopawiro (2015); Saoto, berkat en dawet. Een kijkje in de keuken van Javaans-Surinaamse warungs, Arnhem, LM Publishers.
- Hariëtte Mingoen (2016); Koloniaal culinair erfgoed in Nederland in: Cultureel Erfgoed, Oso, tijdschrift voor Surinaamse letterkunde en geschiedenis, Jaargang 35
- Hariëtte Mingoen (2018) met gedichten van Rudy Bosari en beeldend werk van Robert Bosari; Die tijd vergeet ik nooit. Herinneringen aan Kinderhuis Leliëndaal, Den Haag, Stichting Herdenking Javaanse Immigratie.
- Hariëtte Mingoen (2021); Over verlies en overleven. Artikelen over de migratiegeschiedenis en het cultureel erfgoed van Javaanse Surinamers, Den Haag, Stichting Herdenking Javaanse immigratie.
- Hariëtte Mingoen (2020). Gamelan: Surinaams-Javaans erfgoed dat dreigt verloren te gaan, in: Michiel van Kempen (ed.), Het andere postkoloniale oog; Onbekende kanten van de Nederlandse (post)koloniale cultuur en literatuur, Hilversum: Uitgeverij Verloren (pp: 269-278).
- Hariëtte Mingoen en Johan Raksowidjojo (2021); Vergeet de contractarbeid door koelies niet, ook dat is het slavernijverleden. Opiniestuk, het Parool, 10 augustus 2021.
- Hariëtte Mingoen (2022). Gezondheid, ziekten en vormen van zelfzorg van de Javanen in Suriname, Wi Rutu. Tijdschrift voor Surinaamse Genealogie.
- Rosemarijn Hoefte en Hariëtte Mingoen (2022). Where is home? Changing conceptions of the homeland in the Surinamese-Javanese diaspora, Wacana, Journal of the humanities of Indonesia; Vol. 23 No.3 (2022): 523-551
- Hariëtte Mingoen en Soehirman Patmo (2023); Javanen hebben betaald voor de afschaffing van de slavernij in Suriname en in Caraïbisch Nederland, De Ware Tijd, 18/19 januari 2023; Caraïbisch Uitzicht: Werkgroepcaraibischeletteren.nl, 23 januari 2023
- Hariëtte Mingoen (2023); Beeldvorming en feiten over de contractarbeid van Javanen in Suriname. Hindorama.com 3 augustus 2023; Caraïbisch Uitzicht: Werkgroepcaraibischeletteren.nl, 4 augustus 2023
- Hariëtte Mingoen (2024). Plaatsen van herkomst Javaanse contractarbeiders en mijn zoektocht naar de dorpen van mijn voorouders, Caraïbisch Uitzicht: Werkgroepcaraibischeletteren.nl, 9 augustus 2024
- Hariëtte Mingoen (2025). De Surinaamse-Javaanse gamelan verdient meer waardering. Paramaribo, De Ware Tijd, 7 mei 2025

- International Standard Name Identifier: 0000 0000 7136 9068
- Library of Congress Control Number: nb2009024262
- Nederlandse Thesaurus van Auteursnamen: 314548475
- Système universitaire de documentation: 15185260X
- Virtual International Authority File: 100732800